# Emil Reinhard
Emil Reinhard (* 27. Januar 1880 in Gondiswil; † 4. Februar 1969 in Melchnau, heimatberechtigt in Kleindietwil) war ein Schweizer Unternehmer. 

## Leben
Emil Reinhard kam am 27. Januar 1880 in Gondiswil als Sohn des Johannes Reinhard und der Maria geborene Iff zur Welt. Reinhard absolvierte zunächst eine kaufmännische Lehre in Vevey, bevor er in Basel, Langenthal und London Erfahrungen im Textilhandel sammelte.
In der Folge eröffnete Reinhard 1904 in Melchnau eine Tuchhandlung. 1925 gründete er schliesslich die Cocosteppichweberei „Melchnau AG“, die später in „Teppichfabrik Melchnau AG“ umbenannt wurde. Mit der Unterstützung seiner beiden Söhne hatte Emil Reinhard die Leitung der Teppichfabrik bis ins hohe Alter inne. Im Jahr 1986 wurde die Teppichfabrik Melchnau AG  von der damaligen „Möbelstoffweberei Langenthal AG“ übernommen. Die beiden Betriebe wurden 1992 in der Firma Lantal Textiles AG zusammengefasst.
Daneben engagierte sich Emil Reinhard  in Melchnau, so finanzierte er 1949 den Kindergarten sowie 1968 die Aufbahrungshalle und fungierte 1941 als Mitgründer der  Spar- und Leihkasse. 
Emil Reinhard heiratete in erster Ehe 1905 Maria Bertha, die Tochter des Gottlieb Kupferschmied, in zweiter Ehe 1911 Emma Luise, die Tochter des Samuel Käser. Er verstarb am 4. Februar 1969 eine Woche nach Vollendung seines 89. Lebensjahres in Melchnau. 

## Ehrung
- 1959 wurde Emil Reinhard in Anerkennung seiner Verdienste für die Gemeinde Melchnau zum Ehrenbürger ernannt.